# Stuart Reside
Stuart Reside (Perth, 6 de septiembre de 1978) es un deportista australiano que compitió en remo.
Participó en dos Juegos Olímpicos de Verano, obteniendo una medalla de bronce en Atenas 2004, en la prueba de ocho con timonel, y el cuarto lugar en Sídney 2000, en el cuatro scull.
Ganó una medalla de bronce en el Campeonato Mundial de Remo de 1999, en la prueba de cuatro scull.

## Palmarés internacional
| Juegos Olímpicos   | Juegos Olímpicos        | Juegos Olímpicos  | Juegos Olímpicos |
| Año                | Lugar                   | Medalla           | Prueba           |
| ------------------ | ----------------------- | ----------------- | ---------------- |
| 2004               | Atenas (Grecia)         | Medalla de bronce | Ocho con timonel |
| Campeonato Mundial |                         |                   |                  |
| Año                | Lugar                   | Medalla           | Prueba           |
| 1999               | St. Catharines (Canadá) | Medalla de bronce | Cuatro scull     |